# Stereodon bipinnatus
Stereodon bipinnatus är en bladmossart som beskrevs av Mitten 1891. Stereodon bipinnatus ingår i släktet Stereodon och familjen Hypnaceae. Inga underarter finns listade i Catalogue of Life.